# Niederländische Fußballnationalmannschaft (U-16-Junioren)
Die niederländische U-16-Fußballnationalmannschaft ist eine Auswahlmannschaft niederländischer Fußballspieler. Sie unterliegt dem Koninklijke Nederlandse Voetbal Bond und repräsentiert ihn international auf U-16-Ebene, etwa in Freundschaftsspielen gegen die Auswahlmannschaften anderer nationaler Verbände. Spielberechtigt sind Spieler, die ihr 16. Lebensjahr noch nicht vollendet haben und die niederländische Staatsbürgerschaft besitzen, bei Einladungsturnieren kann hiervon gegebenenfalls abgewichen werden.

## Hintergrund und Geschichte
Derzeit werden in der U-16-Altersklasse keine offiziellen Turniere mehr seitens der internationalen Verbände FIFA und UEFA organisiert. Seit einer Pilotphase 2012 werden seitens der UEFA sog. „Entwicklungsturniere“ veranstaltet, die jedoch nicht den Charakter einer europaweiten Meisterschaft haben. Vielmehr steht hier die Sichtung von Nachwuchstalenten und der Austausch mit anderen Verbänden im Vordergrund.
Bis zur Anhebung des Altersniveaus nach 1989 um ein Jahr nahm die U-16-Nationalmannschaft an der Qualifikation für den entsprechenden FIFA-Weltmeisterschaftswettbewerb teil, seither tritt die U-17-Juniorenauswahl an. Der U-16-Auswahl blieb dabei eine Endrundenteilnahme verwehrt. Bis zur analogen Anhebung für die entsprechende Europameisterschaft im Jahr 2001 trat die U-16-Nationalelf ab 1982 in der Qualifikation an. Bei sechs Endrundenteilnahmen war das Erreichen des Halbfinales bei der in Island ausgetragenen EM-Endrunde 2000 der größte Erfolg, nach dem Ausscheiden gegen Tschechien durch eine 1:2-Niederlage gewann die Mannschaft mit einem 5:0-Erfolg über Griechenland im kleinen Finale des Turniers die Bronzemedaille.

## Teilnahme an U-16-Weltmeisterschaften
(ab 1991 U-17-Weltmeisterschaft)
| 1985 | Nicht qualifiziert |
| 1987 | Nicht qualifiziert |
| 1989 | Nicht qualifiziert |

## Teilnahme an U-16-Europameisterschaften
(ab 2002 U-17-Europameisterschaft)
| 1982 | nicht qualifiziert |
| 1984 | nicht qualifiziert |
| 1985 | Vorrunde           |
| 1986 | Vorrunde           |
| 1987 | nicht qualifiziert |
| 1988 | nicht qualifiziert |
| 1989 | Vorrunde           |
| 1990 | nicht qualifiziert |
| 1991 | nicht qualifiziert |
| 1992 | Vorrunde           |
| 1993 | nicht qualifiziert |
| 1994 | nicht qualifiziert |
| 1995 | nicht qualifiziert |
| 1996 | nicht qualifiziert |
| 1997 | nicht qualifiziert |
| 1998 | nicht qualifiziert |
| 1999 | nicht qualifiziert |
| 2000 | 3. Platz           |
| 2001 | Vorrunde           |